# 卜部敏男
卜部 敏男（うらべ としお、1912年 - 2003年2月8日）は、日本の外交官。駐フィリピン特命全権大使を経て、交流協会台北事務所代表を務めた。

## 人物・経歴
北海道出身。東京帝国大学法学部を経て外務省入省。連絡調整中央事務局第二部調整課長、同法制課長、外務省アジア局第三課長等を経て、1955年在マニラ在外事務所所長代理（参事官）。1956年駐フィリピン臨時代理大使。1957年国際連合日本政府代表部参事官。1961年外務省アジア局外務参事官。1963年外務省アジア局賠償部長。1964年外務大臣官房審議官。同年駐ケニア兼ウガンダ特命全権大使。1965年駐ケニア兼タンザニア兼ウガンダ兼ザンビア特命全権大使。1966年駐ケニア兼タンザニア兼ウガンダ兼マラウイ兼ザンビア特命全権大使。1968年駐ハンガリー特命全権大使。1969年駐フィリピン特命全権大使。1974年交流協会台北事務所代表。1983年初代日本マラウイ協会会長。日本シルバーボランティアズ理事長なども務めた。
2003年2月8日、心不全のため死去。90歳没。

## 親族
同じく駐フィリピン特命全権大使を務めた卜部敏直は子。

## 著書
- 『英國の勞働黨』協同出版社 1946年
- 『英國の民主政治』時事通信社 1947年
- 『ファジー日本と新ルネッサンス』日本教育新聞社出版局 1990年